# Verdrag van Oregon

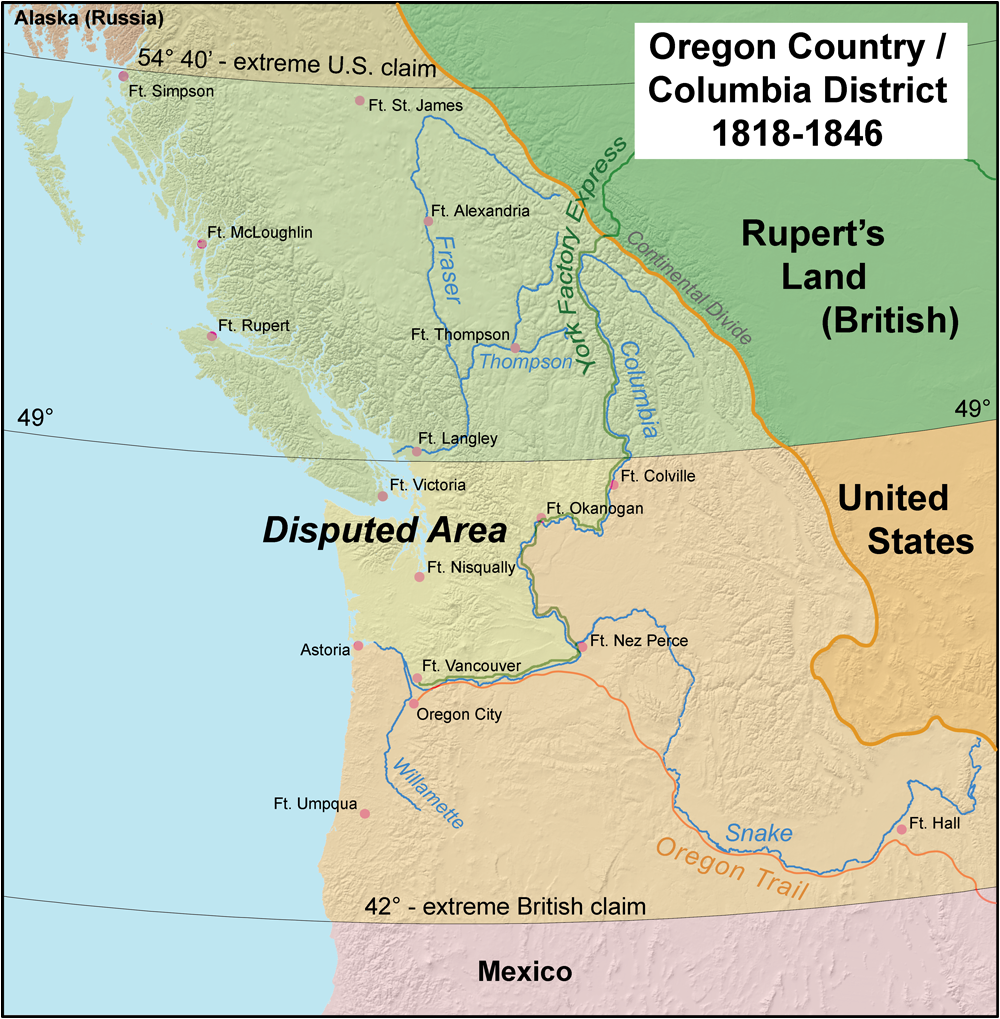
Kaart van de conflictgebieden

Het Verdrag van Oregon (Engels: Oregon Treaty) is een verdrag tussen het Verenigd Koninkrijk van Groot-Brittannië en Ierland en de Verenigde Staten dat ondertekend werd op 15 juni 1846 in Washington D.C.. Het verdrag bracht een einde aan het grensconflict van Oregon door een compromis uit te vaardigen tussen Amerikaanse en Britse aanspraken op Oregon Country dat door beide bezet werd sinds het Verdrag van 1818.

## Achtergrond
Het Verdrag van 1818 legde de grenzen vast tussen de Verenigde Staten en Brits Noord-Amerika langsheen de breedteligging van 49°N van Minnesota naar de "Stony Mountains" (nl: "Stenige Bergen")" (vandaag beter bekend als de Rocky Mountains). Ten westen van deze bergen was het gebied bij de Amerikanen gekend als Oregon Country en bij de Britten als het Columbia Department of het Columbia District van de Hudson's Bay Company. (Evenals inbegrepen in de regio was het zuidelijke deel van een andere bonthandelend district, namelijk Nieuw-Caledonië.) Het verdrag voorzag in gezamenlijke controle over het gebied voor tien jaar. Beide landen konden het gebied opeisen en beide werden verzekerd van vrije doorvaart.
De gezamenlijke controle werd steeds moeilijkervoor beide kanten. Nadat een Britse minister het voorstel van de Amerikaanse president James K. Polk om de grens vast te leggen op 49°N weigerde, eisten de expansionsten van de  Democratische Partij de annexatie van het hele gebied tot aan 54°40' N. Dit was de zuidelijke grens van Russisch-Amerika dat het gevolg was van parallelle verdragen tussen het Keizerrijk Rusland, Verenigde Staten (1824) en de Britten (1825). Het begin van de Mexicaans-Amerikaanse Oorlog leidde de Amerikanen weg en zorgde ervoor dat een compromis bereikt werd.

## Onderhandelingen
Over het verdrag werd onderhandeld door de Amerikaanse minister van Buitenlandse Zaken en latere president James Buchanan, en Richard Pakenham, een Britse diplomatieke vertegenwoordiger in de Verenigde Staten. Het verdrag werd ondertekend op 15 juni 1846.
Het Verdrag van Oregon bepaalde dat de grens tussen de Verenigde Staten en Brits Noord-Amerika volgens de 49ste breedtegraad moest liggen. Vancouvereiland was een uitzondering op die regel in die zin dat het volledig Brits werd. Samen met omringende eilandjes werd Vancouvereiland in 1848 officieel omgedoopt tot de Kolonie van Vancouvereiland. Het Amerikaanse deel van het gebied kreeg de naam Oregonterritorium waarvan in 1853 het Washingtonterritorium afgesplitst werd. Het Britse deel bleef onbestuurd tot 1858 toen de Kolonie van Brits-Columbia in het leven werd geroepen naar aanleiding van de Fraser Canyon Goudkoorts en uit vrees voor hernieuwd Amerikaans expansionisme. De twee Britse kolonies werden in 1866 samengevoegd onder de naam van Verenigde Kolonies van Vancouvereiland en Brits-Columbia.